# Ludwig Jedlicka

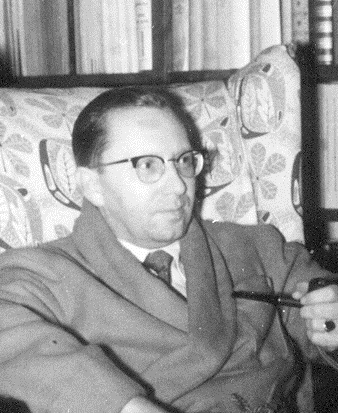
Ludwig Jedlicka in seinem Arbeitszimmer (1958)

Ludwig Franz Jedlicka (* 26. Mai 1916 in Wien; † 29. April 1977 in Salzburg) war ein österreichischer Historiker. Er war Ordinarius an der Universität Wien sowie Mitbegründer des Dokumentationsarchivs des österreichischen Widerstandes (DÖW) und des Instituts für Zeitgeschichte. Jedlicka gilt als Begründer der wissenschaftlichen Zeitgeschichtsforschung in Österreich.

## Leben

### Herkunft und Studium
Jedlicka wurde 1916 als Sohn eines Volksschullehrers, der als Fähnrich der Reserve im Infanterieregiment Nr. 64 der k.u.k. Armee am Ende des Ersten Weltkriegs fiel, in Wien geboren. Er hatte ein angeborenes Hüftleiden und erlitt in frühen Jahren eine Kinderlähmung, die seine Gehbehinderung verursachte. Nach der Matura 1934 am Realgymnasium in Wien 14 (Penzing) studierte er Geschichte, Germanistik und Altertumskunde an der Universität Wien u. a. bei Josef Nadler, Edmund Glaise-Horstenau und Hans Hirsch, arbeitete bereits 1937 als Aspirant in der Verwaltung der Stadt Wien und wurde 1939 bei Heinrich von Srbik und Hans Hirsch an der Philosophischen Fakultät mit der Dissertation Kaiser und Reich in den Werken Ludwig Timotheus Freiherrn von Spittler zum Dr. phil. promoviert. Jedlicka wandte sich dann der Militärgeschichte zu.

### Zeit des Nationalsozialismus
Jedlicka trat 1930 in die Hitlerjugend (HJ) ein. Seit 1935 illegales Parteimitglied beantragte er am 24. Mai 1938 die reguläre Aufnahme in die NSDAP und wurde rückwirkend zum 1. Mai desselben Jahres aufgenommen (Mitgliedsnummer 6.303.250). Noch im gleichen Jahr wurde er HJ-Gefolgschaftsführer. Er war auch Pressereferent der illegalen HJ-Presse, 1936 vorübergehend im Nachrichtendienst der NSDAP, ebenso Mitglied des NSDStB und führte kurzzeitig die Fachschaft der Historiker. Jedlicka war einer der Rädelsführer der Hitlerjugend am 8. Oktober 1938 beim Sturm auf das Erzbischöfliche Palais in Wien. Von 1940 bis 1941 war er als Schul- und Hochschulbeauftragter der HJ im Stadtschulrat von Wien tätig. 1941 wurde er zum HJ-Stammführer befördert.
Weil er 1934 auch Mitglied der austrofaschistischen Vaterländischen Front und 1938 dort Zellenführer war, ohne dies jedoch der Partei anzuzeigen, geriet er in Konflikt mit Reichsjugendführer Baldur von Schirach. Das politische Doppelleben Jedlickas führte in der NSDAP zu parteiinternen Untersuchungen. Durch Aussagen prominenter Zeugen (so etwa des bevollmächtigten deutschen Generals in Kroatien Edmund Glaise-Horstenau, des Leiters der Personalabteilung der Hitlerjugend Wien Janetschek und des SS-Hauptsturmführers Wilhelm Höttl) wurde die politische Zuverlässigkeit Jedlickas im Sinne der NSDAP allerdings im April 1941 vor dem Gaugericht bestätigt. Eingestuft als „Alter Kämpfer“ wurde Jedlicka bereits im Jänner 1941 24-jährig zum Stadtoberinspektor ernannt. Er fungierte zuerst als „Verbindungsführer zwischen der Gebietsführung der Hitlerjugend und der Stadt Wien“ und wurde dann dem Kulturamt dienstzugeteilt, wo er an der wissenschaftlichen Beschreibung der Denkmäler in Wien arbeitete. Von November 1941 bis Oktober 1944 leistete Jedlicka, der als „untauglich“ eingestuft war, als Gefreiter im Heeresmuseum der Wehrmacht im Arsenal Dienst. Jedlicka ist bereits in der NS-Zeit als Publizist hervorgetreten – so mit einer Broschüre über die Hoch- und Deutschmeister. 700 Jahre Deutsches Soldatentum, die 1943 erschien und auch als Kurzfassung in Die Pause 7/1943 veröffentlicht wurde. In einem weiteren Kurzartikel versuchte sich Jedlicka als Interpret des Wiener Schiedsspruchs und der Grenzverschiebungen zugunsten Ungarns gegenüber Rumänien. Linientreu pries er die Minderheitenpolitik gegenüber allen Deutschen in diesen Ländern und feierte die Machtergreifung der faschistischen und antisemitischen Eisernen Garde in Rumänien. Konträr dazu war er ab 1943 im Umfeld des militärischen Widerstandes tätig. Ab Herbst 1944 stand er im Kontakt mit der österreichischen Widerstandsbewegung O5, der er sich im Frühjahr 1945 anschloss. Er lieferte in der Gruppe Szokoll wohl den Alliierten wertvolle Informationen, was später zu seiner Entregistrierung als „Alter Kämpfer“ durch eine Unbedenklichkeitserklärung der ÖVP führte. Während der Schlacht um Wien im April 1945 hisste er angeblich die erste erkennbare Rot-Weiß-Rote Flagge am Wiener Rathaus.

### Nachkriegszeit und Wirken in der Zweiten Republik
Nach dem Zweiten Weltkrieg galt er weitgehend als unbelastet. Er arbeitete unbehelligt als Verlagslektor bis 1950 für den Universum Verlag, u. a. im Rahmen eines Lexikonprojekts (Österreichisches Taschenlexikon), zu dem er die Neuzeitthemen beisteuerte. Ein Verfahren vor dem Volksgericht (Vg 8b/Vr 1040/49) wurde von der Staatsanwaltschaft am 28. Juni 1949 eingestellt, da die Behörde zur Ansicht gelangte, dass das Goldene HJ-Abzeichen Jedlicka zu „Unrecht“ verliehen wurde. Von Mai 1950 bis Oktober 1953 war Ludwig Jedlicka als Verlagssekretär beim medizinischen Fachverlag Urban & Schwarzenberg angestellt. Von 1952 bis 1961 war er erneut Kustos am Heeresgeschichtlichen Museum; ab 1954 Beamter im Verteidigungsministerium. 1961 wurde er Lehrer an der Theresianischen Militärakademie in Wien. Er selbst bekleidete den Dienstgrad eines Hauptmanns der Reserve.
Politisch hat sich Jedlicka nach 1945 der ÖVP über den Cartellverband angeschlossen. Er war Mitglied der katholischen Landsmannschaft Maximiliana und zudem Ehrenmitglied einer Verbindung im Österreichischen Cartellverband und des akademischen Corps Marchia Wien. Seine ersten intensiven ÖVP-Kontakte nach 1945 entwickelte er als freier Mitarbeiter der „Österreichischen Furche“ um den ehemaligen Chefredakteur der christlichsozialen „Reichspost“ Friedrich Funder, in der er auch erste zeitgeschichtliche Kurzartikel veröffentlichte. Seit Herbst 1945 hatte Jedlicka über die Furche-Mitarbeit Anschluss an eine ÖVP-nahe Diskussionsrunde, „Die Kaminrunde“ um Friedrich Funder und dem Missionswissenschaftler Pater Thauren gefunden. Nach US-Geheimdienstangaben war Jedlicka auch am Zustandekommen des Treffens zwischen ÖVP-Spitzenfunktionären und ehemaligen NSDAP-Funktionären in Oberwais 1948 beteiligt, bei dem ein „nationaler Flügel“ der ÖVP nach den Nationalratswahlen 1949 etabliert werden sollte. Ludwig Jedlicka trat 1949 der ÖVP als Mitglied bei.
Bereits in den 1950er Jahren knüpfte Ludwig Jedlicka erste Kontakte mit dem Institut für Zeitgeschichte München sowie zur Bibliothek für Zeitgeschichte in Stuttgart. Er war überdies als Referent in der Katholischen Akademie sowie bei den Hochschulwochen in Alpbach tätig. 1955 erschien im Böhlau-Verlag seine Studie über Ein Heer im Schatten der Parteien. Die militärpolitische Lage Österreichs 1918-1938, die in der Folge von Hugo Hantsch und Heinrich Benedikt als Habilitationsschrift vorgeschlagen wurde. Jedlickas Habilitation, die im Juni 1957 stattfand, war nicht unumstritten, insbesondere die mangelnde internationale Kontextualisierung wurde kritisiert. Im Dezember 1960 wurde die Österreichische Gesellschaft für Zeitgeschichte, unter dem Vorsitz von Universitätsprofessor Alfons Lhotsky, gegründet. Jedlicka übernahm die Funktion eines Generalsekretärs. Bereits Anfang 1961 gründete dieser Verein das Institut für Zeitgeschichte, bei dem Jedlicka von Beginn an angestellt war. Mehrere Universitätsprofessoren unterstützten das Institut, so neben Lhotsky auch der Benediktinerpater Hugo Hantsch und der zurückgekehrte Exilant (und spätere Kritiker Jedlickas) Friedrich Engel-Jánosi, vor allem aber auch der ÖVP-Unterrichtsminister Heinrich Drimmel. Die erste wissenschaftliche Projektaufgabe des Instituts für Zeitgeschichte war die Herausgabe einer geschichtlichen Darstellung über den Beitrag Österreichs zu seiner Befreiung im Sinne der Moskauer Deklaration, die auf Antrag von SPÖ-Außenminister Bruno Kreisky am 27. Februar 1962 im Ministerrat als Beitrag zu den Jubiläumsfeiern 1965 beschlossen worden war. Im Zuge dieses Akteneditionsprojekts, mit dessen Durchführung auf Vorschlag des Unterrichtsministeriums Jedlicka ad personam beauftragt worden war, arbeitete dieser auch mit Karl R. Stadler, einem der SPÖ zuzuzählenden Konsulenten und aus dem Exil in Großbritannien zurückgekehrten Historiker, und Herbert Steiner, dem nachmaligen wissenschaftlichen Leiter des Dokumentationsarchivs des österreichischen Widerstandes (DÖW) zusammen. Jedlicka und Steiner kannten sich aus der unmittelbaren Nachkriegszeit, als Steiner als Generalsekretär der (kommunistischen) Freien Österreichischen Jugend in Zusammenarbeit mit der Staatspolizei eine Umschulungsaktion für ehemalige HJ-Führer durchführte. Bei der Gründung des DÖW, damals unter dem Namen Österreichisches Dokumentationsarchiv der Widerstandsbewegung, im Frühjahr 1963 fungierte Jedlicka neben Steiner, dem sozialistischen Widerstandskämpfer und Versicherungsmanager Paul Schärf, und dem (linkskatholisch exponierten) Universitätsprofessor für Soziologie August Maria Knoll als einer der Proponenten des Vereins. In den folgenden Jahren initiierte bzw. betreute Jedlicka mehrere Dissertationen zu Themen des Widerstands und der Verfolgung. Jedlicka entwickelte sich in der Zweiten Republik politisch zu einem überzeugten „Großkoalitionär“ mit einer „an der Universität damals seltenen Akzeptanzbereitschaft von Linken“.
Am 12. Juli 1965 wurde Ludwig Jedlicka zum titular „außerordentlichen Universitätsprofessor“ ernannt. In diesem Zusammenhang wurde seine NS-Vergangenheit diskutiert und sein erster Antrag um ein Extraordinariat wurde abgelehnt. Am 15. März 1966 genehmigte der Ministerrat jedoch seine Ernennung zum außerordentlichen Universitätsprofessor mit besonderer Berücksichtigung der Neuesten Geschichte an der Universität Wien. Am 7. Juni 1966 wurde überdies das Institut für Zeitgeschichte errichtet und Jedlicka zum Vorstand bestellt. Im März 1969 wurde Ludwig Jedlicka schließlich zum Ordinarius ernannt, wiewohl die universitäre Kommission dies aus budgetären Gründen zunächst abgelehnt hatte.
Bei der großkoalitionär aufgestellten Wissenschaftlichen Kommission des Theodor-Körner-Stiftungsfonds und des Leopold-Kunschak-Preises zur Erforschung der österreichischen Geschichte der Jahre 1927 bis 1938, die 1972 ins Leben gerufen wurde und bis 1983 tätig war, fungierte Jedlicka neben Rudolf Neck, dem nachmaligen Generaldirektor des Österreichischen Staatsarchivs, als Vorsitzender. Die in unregelmäßigen Abständen abgehaltenen Tagungen und die publizierten Tagungsprotokolle, etwa zu Februar und Juli 1934, spiegelten den jeweils aktuellen Stand der zeitgeschichtlichen Forschung (mit dem Schwerpunkt Erste Republik) wider.
Zu seinen akademischen Schülern gehörten u. a. Gerhard Botz, Peter Fiala, Hans Hautmann, Peter Huemer, Gerhard Jagschitz, Otto Klambauer, Heinz Magenheimer, Wolfgang Neugebauer, Norbert Schausberger, Anton Staudinger, Karl Stuhlpfarrer und Georg Tidl. Gertrude Burcel begann ihre Dissertation bei Jedlicka.
Ludwig Jedlicka wirkte an zahlreichen Radiosendungen als Berater, aber auch als Texter mit. Dem Österreichischen Fernsehen war er als Konsulent durch einen Vertrag verbunden. Diese Tätigkeiten verschafften ihm eine Publizität, die weit über den klassischen akademischen Rahmen hinausging, die aber auch die strukturellen Schwächen der Zeitgeschichtsforschung in Österreich lange zudeckte – sowohl hinsichtlich methodischer Rückständigkeit, als auch thematischer Zeitverzögerungen, betreffend Nationalsozialismus und Holocaust und in weiterer Folge bezüglich des Zeitraums nach 1945, sowie der starken Austrozentrierung.

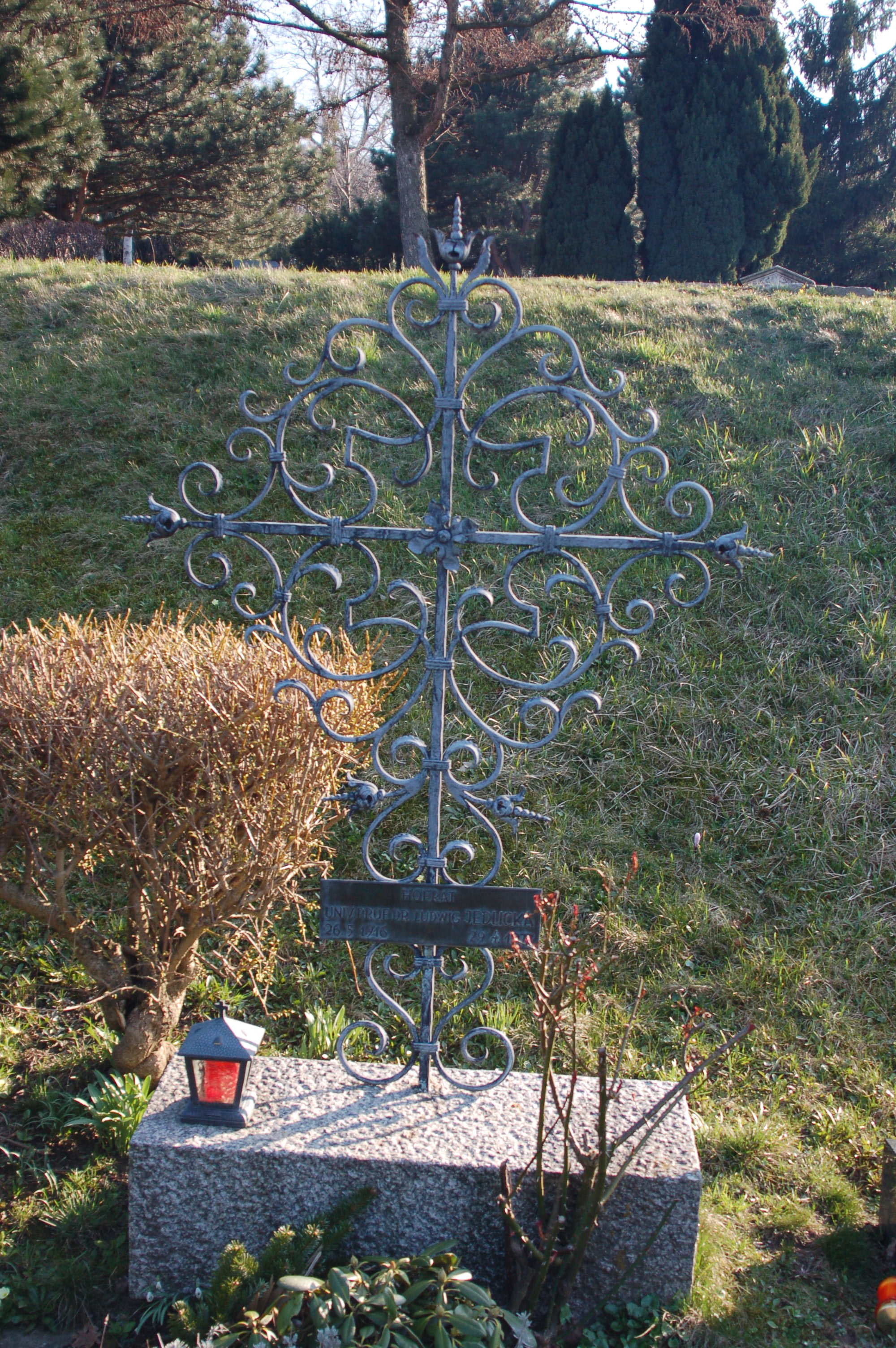
Ehrengrab von Ludwig Jedlicka auf dem Neustifter Friedhof (2009)

Jedlicka, römisch-katholisch, war verheiratet und hatte zwei Kinder. Er verstarb 1977 in Salzburg und wurde in einem Ehrengrab auf dem Neustifter Friedhof in Wien beigesetzt. Außerdem wurde 1978 für Arbeiten zur österreichischen Geschichte des 19. und 20. Jahrhunderts ein Ludwig-Jedlicka-Gedächtnispreis gestiftet, der jährlich zu seinem Todestag vergeben wurde.

## Auszeichnungen und Mitgliedschaften

### Zeit des Nationalsozialismus
- Medaille zur Erinnerung an den 13. März 1938 („Ostmark-Medaille“)
- 1939: Goldenes HJ-Ehrenzeichen  (gestiftet für Personen die der HJ vor 1938 beitraten)

### In der Zweiten Republik
- 1961: Ehrenring der Militärakademie Wiener Neustadt
- 1965: Verdienstkreuz 1. Klasse des Verdienstordens der Bundesrepublik Deutschland
- 1970: Goldenes Ehrenzeichen für Verdienste um das Land Wien
- 1970/1972: Devotionsritter des „Militärischen und Hospitalischen Ordens des Heiligen Lazarus von Jerusalem“
- 1972: Großes Ehrenzeichen für Verdienste um die Republik Österreich
- 1973: Komtur des Verdienstordens der Italienischen Republik
- 1974: Landeskultursenator des Landes Niederösterreich
- 1975: Korrespondierendes Mitglied der Österreichischen Akademie der Wissenschaften
- 1976: Großer Tiroler Adlerorden
- 1976: Ernennung zum Wirklichen Hofrat aufgrund seiner Beamtenlaufbahn im Heeresgeschichtlichen Museum

## Schriften (Auswahl)
- „Hoch- und Deutschmeister“. 700 Jahre deutsches Soldatentum. Walter, Wien u. a. 1944.
- Ein Heer im Schatten der Parteien. Die militärpolitische Lage Österreichs 1918–1938. Böhlau, Wien u. a. 1955.
- Der 20. Juli 1944 in Österreich (= Das einsame Gewissen, Band 2). 2., erweiterte Auflage. Herold, Wien u. a. 1965.
- Ende und Anfang. Österreich 1918/1919. Wien und die Bundesländer (= Politik konkret). SN-Verlag, Salzburg 1969.
- Dr. Alfred Maleta und die Soziale Arbeitsgemeinschaft (SAG). In: Andreas Khol u. a. (Hrsg.): Um Parlament und Partei. Alfred Maleta zum 70. Geburtstag. Styria, Graz u. a. 1976 (= Studienreihe der politischen Akademie der Österreichischen Volkspartei; 1), S. 69–84.
- Vom alten zum neuen Österreich. Fallstudien zur österreichischen Zeitgeschichte 1900–1975. 2. Auflage. Verlag Niederösterreichisches Pressehaus, St. Pölten u. a. 1977, ISBN 3-85326-412-3.

## Ludwig-Jedlicka-Gedächtnispreis
Hauptpreis- und Förderungspreisträger des seit 1978 vergebenen Ludwig-Jedlicka-Gedächtnispreises für Zeitgeschichte waren u. a. Thomas Albrich, Günter Bischof, Walter Blasi, Peter Broucek, Wolfgang Etschmann, Michael Gehler, Ernst Hanisch, Siegfried Nasko, Roman Sandgruber, Walther Schaumann, Erwin A. Schmidl, Horst Schreiber, Gerald Steinacher, Arnold Suppan, Erika Thurner und Reinhold Wagnleitner.